# Rusínská eparchie Passaic
Rusínská eparchie Passaic je eparchie Rusínské řeckokatolické církve, nacházející se v USA, která je sufragánní vůči pittsburské archieparchii.

## Území

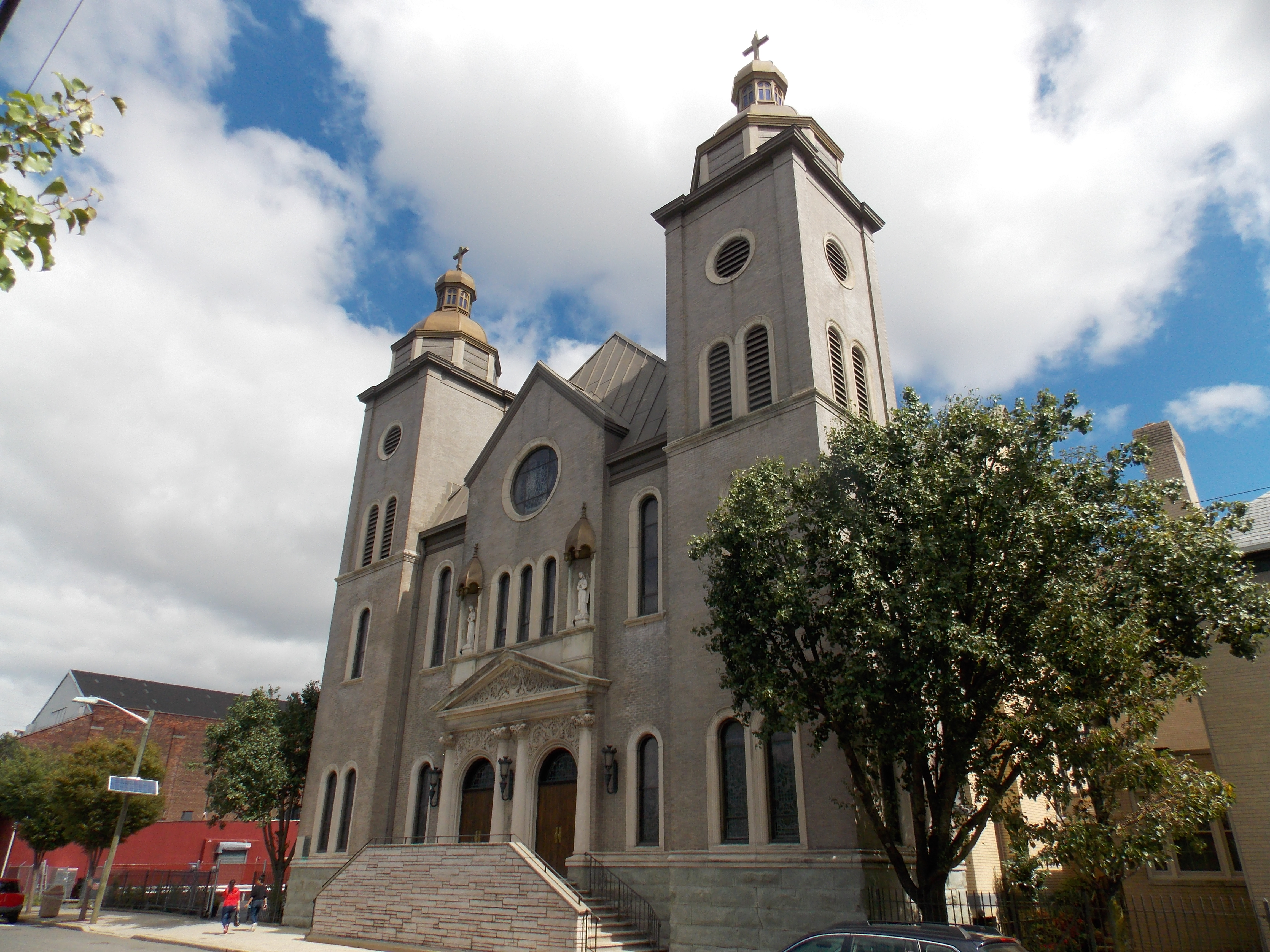
Katedrála sv. Michaela v Passaicu.

Eparchie zahrnuje všechny rusínské věřící v amerických federálních státech Connecticut, Florida, Georgie, Maryland, Massachusetts, New Jersey, New York, Pensylvánie, Severní Karolína a Virginie. Eparchiálním sídlem je město Passaic, kde se nachází katedrální chrám sv. Michaela archanděla.

## Historie
Dne 6. července 1963 byla bulou Cum homines papeže Pavla VI. zřízena eparchie Passaic, která byla vyčleněna z exarchátu pro věřící byzantského ritu v USA (dnes archeparchie pittsburská) a byla podřízena pittsburské archieparchii.